# Haplocytheridea choctawhatcheensis
Haplocytheridea choctawhatcheensis is een mosselkreeftjessoort uit de familie van de Cytherideidae. De wetenschappelijke naam van de soort is voor het eerst geldig gepubliceerd in 1935 door Howe & Chamber.